# Palringo
Palringo is een server-based instant messaging client voor verschillende platformen. Het ondersteunt verschillende protocollen zoals  AIM, Yahoo! Messenger, Windows Live Messenger,  XMPP / Jabber, Google Talk, Gadu-Gadu, ICQ, MobileMe / iChat en  Facebook IM
Het bedrijf werd opgericht in augustus 2006 en ontving 630K pond van durfkapitaal investeringen van NStar Financiën, Prime Technology Ventures, en Esther Financiën. De palringo.com domeinnaam werd geregistreerd in januari 2007, en de eerste publieke bèta van de applicatie werd uitgebracht in april 2007.
De applicatie is beschikbaar voor de meest gangbare desktop-en mobiele platformen. Het ondersteunt Microsoft Windows, Windows Mobile, Mac OS X, Android, iPhone OS, Symbian, Java ME ,  Bada, Linux en BlackBerry OS.